# 齊藤優里
齊藤優里（日语：／ Saito Yuri */?，1993年7月20日—）是日本女性直播主、前藝人，為女子偶像團體乃木坂46前成員，東京都出身，目前隸屬於株式會社321旗下。2011年以乃木坂46一期生身分出道，2019年6月30日自乃木坂46畢業。2021年5月31日，自演藝圈引退。

## 經歷
齊藤剛出生不久便成為雜誌《雞蛋俱樂部》和《小雞俱樂部》的模特兒。就讀高中時，曾經在文化祭上表演AKB48的歌曲，希望將來能成為偶像。
在母親的勸說下報名參加乃木坂46一期生徵選。2011年8月21日，通過最終審查正式成為乃木坂46創團成員，徵選時唱的曲目是AKB48的《關於你》。三天後，正值專門學校的入學試，她雖然曾經考慮升學，但是最終決定專注於乃木坂46的活動。11月13日，開通了個人的乃木坂46官方博客。
2012年2月22日，以乃木坂46首張單曲《窗簾圍繞》正式出道。3月，從高中畢業。
2013年3月13日，在乃木坂46第5張單曲《你就是希望》的Under曲《13日的星期五》中首次擔任Center。4月1日，成為FM NACK5的電台節目《The Nutty Radio Show 鬼魂》的星期一助理主持人，這是齊藤首次以個人身份成為節目班底。4月8日，乃木坂46冠名節目《乃木坂在哪裡？》主持人香蕉人在電台直播之際打電話至該節目，率先告知她成為第6張單曲《Girls' Rule》的選拔成員。
2014年1月10日，在乃木神社舉行成人式。8月25日，於別冊CD&DL《My Girl》的Vol.1中擔任封底模特兒，並出現書末的特集中。
2015年，與齋藤飛鳥和北野日奈子成為ANNA SUI在2015年秋冬亞洲圈形象模特兒。
2017年1月30日，乃木坂46第17張單曲《大影響家》選拔成員名單發表，齊藤是相隔五作後再度入選。
2019年3月25日，在電台節目《Nutty Radio Show THE魂》中宣布畢業。5月26日，參加乃木坂46第23張單曲《Sing Out!》發售紀念演唱會，為齊藤以乃木坂46成員身分最後一次參與的演唱會。6月20日，發行個人第一本寫真集《7秒的幸福》（7秒のしあわせ）。6月30日，在大阪心齋橋舉行寫真集見面會，正式從乃木坂46畢業。7月1日，宣布出演將於8月21日開演的舞台劇，這是齊藤自乃木坂46畢業後首次出演舞台劇。7月3日，開設個人Instagram帳號。7月31日，齊藤位於乃木坂46內的部落格正式關閉。
2021年3月5日，於個人Instagram上宣布將於五月底離開乃木坂46合同会社並將退出演藝圈，之後Instagram帳號將會保留並持續更新。5月31日，正式離開事務所並退出演藝圈，結束十年的藝人生涯。7月，在引退兩個月後，接受媒體採訪時談到引退的理由「為了專心從事幕後工作和時裝設計」。10月15日，個人名義品牌服裝製作開始。12月1日，開設個人官方網站和官方粉絲俱樂部。
2022年4月，在偶像徵選活動中擔任特別審查委員。
2023年2月16日，宣布加入直播主事務所「株式會社321」。
2024年2月28日，在社群軟體上宣布將重返演藝圈，加入直播主事務所「株式會社321」底下所屬的偶像團體。

## 人物
齊藤的暱稱是Yuttan（ゆったん），她將來希望從事是時裝相關的工作。
齊藤是TWICE的粉絲，齊藤即使在團隊還沒有在日本出道已開始關注，甚至在彩排舞蹈時，聽到《TT》會跳她們的舞蹈。
日向坂46前成員井口真緒是她的粉丝。

### 嗜好
齊藤愛吃芝士蛋糕、可可、豚汁、鮭魚和辣的食物。喜歡的運動是網球、羽毛球、排球和單板滑雪。愛讀本是《LIAR GAME》、《賭博默示錄》和《算計》。

### 興趣
她的興趣是氣球藝術。

### 特長
齊藤的特長是不怕生和網球。
她從小學5年級便開始打網球，一直至中學2年級。擅長的料理是咖哩和芝士蛋糕。持有語彙、閱讀理解力檢定3級、實用英語技能檢定3級、日本漢字能力檢定3級和普通車駕駛執照。

### 乃木坂46
齊藤是乃木坂46的Monster Hunter選拔之一，在中學時受到弟弟的影響而開始玩，初期以雙劍為主，後來則改用大劍。求學時期，她便喜歡與朋友親密接觸，因此她也半摸乃木坂46成員的臀部和咬她們的大腿，而被中田花奈稱為變態。乃木坂46中想支持的成員是橋本奈奈未。

## 音樂作品
- 標註「★」符號表示該首歌曲有拍攝MV。

### 單曲
乃木坂46
|      | 發行日期       | 單曲名稱           | 參與歌曲名稱              | MV | 備註          |
| ---- | -------------- | ------------------ | ------------------------- | -- | ------------- |
| 01st | 2012年02月22日 | 窗簾圍繞           | 窗簾圍繞                  | ★  | 出道作品 選拔 |
| 01st | 2012年02月22日 | 窗簾圍繞           | 可能想見你                | ★  |               |
| 01st | 2012年02月22日 | 窗簾圍繞           | 不想失去                  | ★  |               |
| 01st | 2012年02月22日 | 窗簾圍繞           | 乘著白雲                  |    |               |
| 01st | 2012年02月22日 | 窗簾圍繞           | 乃木坂之詩                | ★  |               |
| 02nd | 2012年05月02日 | 來吧Shampoo！      | 來吧Shampoo               | ★  | 選拔          |
| 02nd | 2012年05月02日 | 來吧Shampoo！      | 心之靈藥                  |    |               |
| 02nd | 2012年05月02日 | 來吧Shampoo！      | HOUSE!                    |    |               |
| 03rd | 2012年08月22日 | 奔馳吧！Bicycle    | 奔馳吧！Bicycle           | ★  | 選拔          |
| 03rd | 2012年08月22日 | 奔馳吧！Bicycle    | 人為什麼奔跑？            | ★  |               |
| 03rd | 2012年08月22日 | 奔馳吧！Bicycle    | 沉默的吉他                | ★  |               |
| 04th | 2012年12月19日 | 制服模特兒         | 春天的旋律                | ★  |               |
| 05th | 2013年03月13日 | 你就是希望         | 13日的星期五              | ★  | Center        |
| 06th | 2013年07月03日 | Girls' Rule        | Girls' Rule               | ★  | 選拔          |
| 06th | 2013年07月03日 | Girls' Rule        | 世界上最孤獨的Lover       | ★  |               |
| 06th | 2013年07月03日 | Girls' Rule        | 從其他星星而來            | ★  |               |
| 06th | 2013年07月03日 | Girls' Rule        | 人們的樂器                |    |               |
| 07th | 2013年11月27日 | 髮夾               | 如此的笨蛋・・・          | ★  |               |
| 07th | 2013年11月27日 | 髮夾               | 初戀的人在現在            | ★  |               |
| 08th | 2014年04月02日 | 察覺時已是單戀     | 當出生時                  | ★  |               |
| 09th | 2014年07月09日 | 夏天的Free&Easy    | 夏天的Free&Easy           | ★  | 選拔          |
| 09th | 2014年07月09日 | 夏天的Free&Easy    | 無能為力地待在你身邊      |    |               |
| 09th | 2014年07月09日 | 夏天的Free&Easy    | 不說話的獅子              | ★  |               |
| 09th | 2014年07月09日 | 夏天的Free&Easy    | 我如果不去的話會是誰去？  |    |               |
| 10th | 2014年10月08日 | 第幾次的藍天？     | 那一天 我隨口說了一個謊言 | ★  |               |
| 11th | 2015年03月18日 | 生命如此美好       | 也許你沒有遇上我會更好吧  | ★  |               |
| 12th | 2015年07月22日 | 太陽敲敲門         | 太陽敲敲門                | ★  | 選拔          |
| 12th | 2015年07月22日 | 太陽敲敲門         | 羽毛的記憶                | ★  |               |
| 13th | 2015年10月28日 | 此刻，想說話的對象 | 嫉妒的權利                | ★  |               |
| 13th | 2015年10月28日 | 此刻，想說話的對象 | 忘卻悲傷的方法            | ★  |               |
| 13th | 2015年10月28日 | 此刻，想說話的對象 | 間隙                      |    |               |
| 14th | 2016年03月23日 | 當春紫苑盛開時     | 不等號                    | ★  |               |
| 15th | 2016年07月27日 | 赤腳Summer         | 秘密塗鴉                  | ★  |               |
| 16th | 2016年11月09日 | 再見的意義         | 鞦韆                      | ★  |               |
| 17th | 2017年03月22日 | 大影響家           | 大影響家                  | ★  | 選拔          |
| 18th | 2017年08月09日 | 蜃景               | Under                     | ★  |               |
| 19th | 2017年10月11日 | 及時行事           | 及時行事                  | ★  | 選拔          |
| 20th | 2018年04月25日 | 同步巧合           | 全新的世界                | ★  |               |
| 20th | 2018年04月25日 | 同步巧合           | Against                   | ★  |               |
| 21st | 2018年08月08日 | 以自我為中心！     | 以自我為中心              | ★  | 選拔          |
| 21st | 2018年08月08日 | 以自我為中心！     | 空扉                      | ★  |               |
| 21st | 2018年08月08日 | 以自我為中心！     | 我喜歡過你，但是…         |    |               |
| 22nd | 2018年11月14日 | 想繞遠路回家       | 想繞遠路回家              | ★  | 選拔          |

1. ↑  站位依據官方MV及演唱會正式呈現為參考依據
2. ↑  收錄於單獨發行的MV合集《ALL MV COLLECTION～當時的少女們～》

其他
| 發行日期                                    | 單曲名稱       | 參與歌曲名稱 | MV | 備註                        |
| ------------------------------------------- | -------------- | ------------ | -- | --------------------------- |
| 2012年07月25日                              | 大人彩色糖     | 不再綁雙馬尾 | ★  | 麻友坂46                    |
| 2014年011月26日                             | 希望無限       | 風的螺旋     | ★  | 小嶋坂46                    |
| 2020年6月17日（日本） 2020年6月24日（海外） | 世界中的鄰居啊 | —            | ★  | 下載限定歌曲 以畢業成員參與 |

### 專輯
乃木坂46
|      | 發行日期       | 專輯名稱         | 參與歌曲名稱   | 備註     |
| ---- | -------------- | ---------------- | -------------- | -------- |
| 01st | 2015年01月07日 | 透明色           | 傾斜           | 小嶋坂46 |
| 01st | 2015年01月07日 | 透明色           | 自由的彼方     |          |
| 02nd | 2016年05月25日 | 屬於我們的位子   | 欲望重生       |          |
| 03rd | 2017年05月24日 | 最初的夢想       | 跳傘           |          |
| 03rd | 2017年05月24日 | 最初的夢想       | 指定溫度       |          |
| 03rd | 2017年05月24日 | 最初的夢想       | 醜陋的我       |          |
| 04th | 2019年04月17日 | 直到此刻化成回憶 | 毫無特色的戀愛 |          |
| 04th | 2019年04月17日 | 直到此刻化成回憶 | 無法托著腮入睡 |          |

## 演出

### 電視劇
- 初森BEMARS（初森ベマーズ；2015年7月11日－9月26日，東京電視台）：飾演 旗魚（カジキ）[62]

### 電視節目
- カンニング竹山のイチバン研究所（2020年8月1日－2021年5月22日，TOKYO MX）[63]

### 網絡劇
- スカパー! 朝のTwitterドラマ「テレビ好き」（2019年10月14日－18日，完美天空!官方Twitter）- 主演[64]

### 舞台劇
- 女子落語（じょしらく；2015年6月18日、20日－21日、23日、27日，東京AiiA劇場（日语：アイアシアタートーキョー））：飾演 蕪羅亭魔梨威[65][66]
- 所有的狗都上天堂（日语：すべての犬は天国へ行く）（2015年10月1日－12日，東京AiiA劇場）：飾演 Gasu（ガス）[67]
- 墓場，女高中生（墓場、女子高生；2016年10月14日－22日，東京巨蛋城 THEATRE G-ROSSO（日语：シアターGロッソ））：飾演 Nakaji（ナカジ）[68]
- ブラックorホワイト? あなたの上司、訴えます!（2019年8月21日－25日，新橋演舞場）[32]
- 戀愛中毒大作戰（；2020年3月14日－29日，新国立劇場 中劇場）：飾演 Hatoko（ハトコ）[69]

### 電台
- The Nutty Radio Show 鬼魂（日语：The Nutty Radio Show おに魂）→Nutty Radio Show THE魂（2013年4月1日－2021年3月28日，FM NACK5）- 助理主持人[16]

## 書籍

### 寫真集
- 季刊 乃木坂 vol.4 彩冬（2015年2月26日，東京新聞通信社）[70]
- 7秒的幸福（7秒のしあわせ；2019年6月20日，CYZO）[71][72]

## 外部連結
- 齊藤優里官方網站（日語）
- 舊官方網站（2021年12月1日－2024年3月31日）
- 乃木坂46合同會社個人介紹頁（日語）
- 齊藤優里的Instagram帳戶（日語）（2019年7月3日－）
- 齊藤優里的TikTok（日語）
- 齊藤優里的Threads帳戶 （页面存档备份，存于）（日語）

乃木坂46時期
- 乃木坂46 齊藤優里 個人簡介（日語）（2011年8月21日－2019年7月31日）
- 乃木坂46 齊藤優里 官方部落格（日語）（2011年11月13日－2019年7月31日）
- 齊藤優里1st寫真集【公式】的X（前Twitter）（日語）
- 齊藤優里1st写真集的Instagram帳戶（日語）
- 齊藤優里 官方755 （页面存档备份，存于）（日語）